# ナポリ王国

ナポリ王国
Regnum Neapolitanum (ラテン語)
Regno di Napoli (イタリア語)
Regno 'e Napule (ナポリ語)

国の標語: Noxias herbas（ラテン語）
1454年

ナポリ王国（ナポリおうこく、イタリア語: Regno di Napoli）は、13世紀から19世紀にかけて、ナポリを中心に南イタリアを支配した国家である。
13世紀末にシチリア島とイタリア半島南部を支配していた中世シチリア王国が分裂した際、半島側の領土を支配下に置いた王国である。19世紀初頭、シチリア島のシチリア王国とナポリ王国は正式に統合され「両シチリア王国」となった。

## 名称
この国は、国号としては「シチリア王国」を公称していた。中世シチリア王国がシチリア島側の王国と半島側の王国に分裂したあとも、両者はともに「シチリア王国」の正統を主張して国号を譲らなかったためである。
両者は便宜的に「灯台のこちらのシチリア王国」（半島側、首都はナポリ）と「灯台のあちらのシチリア王国」（シチリア島側）と呼ばれた。間もなく半島側の王国に「ナポリ王国」の呼称が普及した。「ナポリ王国」を公称するようになったのは、1759年に至ってである。なお、シチリア島側の王国を特に「トリナクリア王国」と呼ぶこともある。
2つの「シチリア（王国）」を併称して「両シチリア（王国）」とも呼ぶ（両シチリア王国#「両シチリア」という名称参照）。

## 地理

地図

ナポリ王国の領土はおおむね、現在のカンパニア州、カラブリア州、プッリャ州、アブルッツォ州、モリーゼ州、バジリカータ州及び、現在のラツィオ州の一部（ガエータ、カッシーノ）を含む領域（左図の橙色）である。
シチリア島（左図の濃橙色）が同君連合の下に置かれた時期もある。
1408年から1414年にかけて、ラディズラーオ1世はローマをはじめラティウム・ウンブリアを占領した（左図の黄色）。
1557年から1800年までトスカナ地方の沿岸部に存在したプレシディ領（左図の赤色）は、ナポリの属領であった。

## 歴史

### アンジュー朝

#### 中世シチリア王国の分裂
「ナポリ王国」が誕生したのは、1282年にシチリア王国で発生した住民反乱「シチリアの晩祷」に端を発する戦争（シチリア晩祷戦争）の結果である。それまでシチリア島とイタリア半島南部を支配していた中世シチリア王国は、シチリア島側と半島側に二分されることとなった。
この戦争によって、1266年からシチリア王の座にあったアンジュー家（アンジュー＝シチリア家。フランス王家カペー家の分家）はシチリア島から追われた。シチリア島はバルセロナ家（アラゴン王家あるいはその分家）の支配下に入った。一方で半島南部は、ナポリに本拠を移したアンジュー家の支配下にとどまった。1302年に締結されたカルタベッロッタの和平によって、分裂した両国が互いを承認した。半島南部のみを統治することとなった「シチリア王」の国家が、ナポリ王国と通称される王国である。
14世紀前半、ナポリ王国はロベルト1世（在位：1309年 - 1343年）のもとで繁栄を迎えた。教皇派と皇帝派の争いの中では教皇派（ゲルフ）に属した。

#### アンジュー朝の内紛
ロベルト1世没後は内紛が続くこととなった。ロベルト1世の跡を継いだのは孫娘のジョヴァンナ1世（在位：1343年 - 1382年）であったが、1382年にジョヴァンナ1世が暗殺され、アンジュー＝ドゥラッツォ家（ロベルト1世の弟の系統）とヴァロワ＝アンジュー家（フランス王家ヴァロワ家の支流。ロベルト1世の姉の血を引くルイージ1世がジョヴァンナ1世の養子に迎えられていた）の間で紛争が生じた。1435年、アンジュー＝ドゥラッツォ家の女王ジョヴァンナ2世が死去してアンジュー＝シチリア家の男系は断絶。ヴァロワ＝アンジュー家がナポリ王となったが、その統治は長続きしなかった。

### アラゴン連合王国

アラゴン支配下のナポリ王国の旗

#### アルフォンソ5世による征服
1442年、トラスタマラ家のアラゴン王アルフォンソ5世（これ以前にシチリア王にもなっている）によってナポリ王国は征服された（アラゴン連合王国。ナポリ王としてはアルフォンソ1世、在位：1442年 - 1458年）。イタリア半島周辺のイタリア五大国の一つとして、1454年のローディの和に参加した。
アルフォンソは、ナポリ王国貴族の支持を得るために各種特権を付与し、あるいは既得権をそのまま承認した。こうした貴族の中にはジョヴァンニ・アントーニオ・ディ・バルツォ・オルシーニ (it:Giovanni Antonio Orsini del Balzo) なる人物がおり、ナポリからターラントまで所領伝いに通れたというが、しかしこうした「小王」らの実態は未解明である。
アルフォンソはシチリアとナポリの王を兼ねたことから「両シチリア王」を称した。アルフォンソ没後、ナポリの王位はその庶子フェルディナンド1世（在位：1458年 - 1494年）の家系に継承され、シチリアの王位と分離した。

#### フランス・スペインによる角逐
しかし、フェルディナンド1世からアルフォンソ2世への王位継承にフランス（ヴァロワ朝）が介入、やがてイタリア全土を巻き込むイタリア戦争勃発への端緒となった。第一次イタリア戦争中の1495年にはシャルル8世がナポリを一時占領した。
第一次イタリア戦争中の1501年、フェデリーコ1世が治めるナポリ王国に、フランス王ルイ12世とスペイン王フェルナンド2世（フェデリーコ1世の従弟にあたる）が侵攻した。ルイ12世はフェデリーコ1世を廃してナポリ王となったが、その支配は短命に終わった。ルイ12世とフェルナンド2世はナポリ王国をめぐって争い、ゴンサロ・フェルナンデス・デ・コルドバ率いるスペイン軍はフランス軍をチェリニョーラの戦い（1503年）などで破ってナポリ王国を征服した。

### スペイン属領時代
1504年、リヨン条約によってフェルナンド2世がナポリ王を兼ねることが確認された。これにより、ナポリ王国はスペインに組み込まれることとなり、その後2世紀の間、「ナポリ総督管轄区」としてスペインから派遣される総督（副王）が治めた (List of viceroys of Naples) 。政治的な独立を失い、植民地的収奪を受けた南イタリアでは、しばしば反乱が発生した。たとえば、1647年のマザニエッロの反乱などである。
この間、1516年にはスペイン王カルロス1世（のちの神聖ローマ皇帝カール5世）が即位してハプスブルク家の統治下に入り、1556年以後はスペイン・ハプスブルク家に継承された。

#### オーストリア・ハプスブルク家による統治
1700年、スペイン・ハプスブルク朝最後の王であるカルロス2世が没すると、遺言によりブルボン家出身のフェリペ5世がスペイン王に即位した（スペイン・ブルボン朝）。しかしこの王位継承をめぐり、スペイン継承戦争（1701年 - 1714年）が勃発した。
スペイン継承戦争中の1707年、ナポリ王国はオーストリア（オーストリア・ハプスブルク家）に占領され、以後その支配下に入った（この時期の君主はカール6世で、ナポリ王としてはカルロ6世の名になる）。オーストリアによるナポリ支配はユトレヒト条約・ラシュタット条約で確認された。

### ブルボン朝とナポレオン時代

#### スペイン系ブルボン家のナポリ・シチリア王国

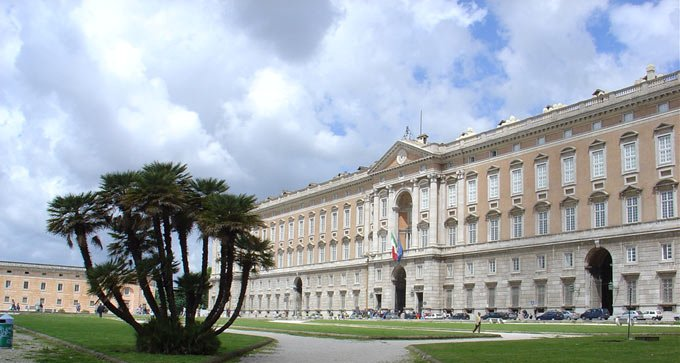
カゼルタ宮殿

ポーランド継承戦争（1733年 - 1735年）中の1734年、スペイン・ブルボン家の王子ドン・カルロス（のちスペイン王カルロス3世）がオーストリアを破り、シチリアとナポリを占領。1735年にドン・カルロスがシチリア王・ナポリ王に即位した（ナポリ王としてはカルロ7世。在位：1735年 - 1759年）。このことは最終的に1738年にウィーン条約で承認された。これにより2つのシチリア王国が再び1人の王を戴くこととなった。事実上の両シチリア王国の成立と見なされるが、国制上ナポリ王国とシチリア王国は別個の存在のままであった。
1759年、カルロ7世はスペイン王に即位するが、この際シチリアとナポリの王位を三男のフェルディナンド（ナポリ王としてはフェルディナンド4世、在位：1759年 - 1806年、1815年 - 1816年）に譲った。
カゼルタ宮殿やサン・レウチョの邸宅群、ヴァンヴィテッリの水道橋の建設は、カルロ7世の治世において開始され、フェルディナンドの時代に完成を見た（これらは世界遺産に登録されている）。このほか、カルロ7世の時代にはナポリのサン・カルロ劇場、カポディモンテ美術館も建てられた。
フランス革命の影響とナポレオンによるイタリア占領はナポリ王国にも及んだ。ナポリのブルボン朝政府は第二次対仏大同盟に参加したが、ナポレオンのイタリア侵攻を受けて政府はシチリアに亡命した。1799年、ナポリ王国に代わってパルテノペア共和国が建てられたが、短命に終わり、ブルボン朝が復帰した。ナポリ王国は第三次対仏大同盟にも参加したが、1806年にナポレオンによって征服され、ブルボン朝は再びシチリアに逃れた。

#### ナポレオン帝国下のナポリ王国

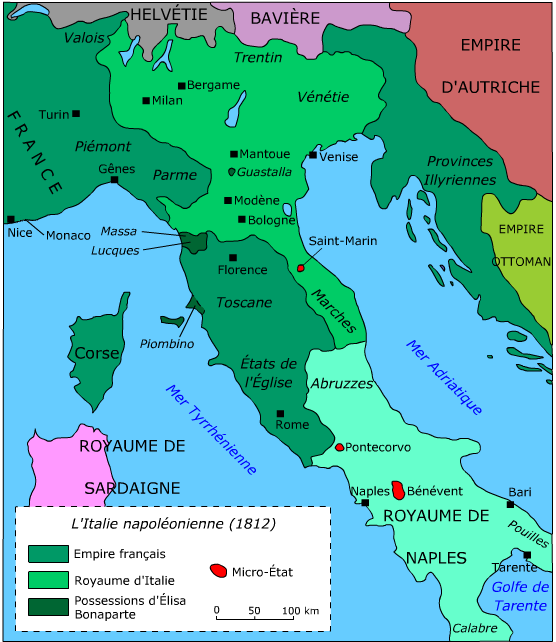
ナポレオン侵略後のイタリア（1812年）
濃い緑色の部分はフランス帝国の領土、図中央上部の緑色の部分はチザルピーナ共和国を1805年に改称し1814年まで継続したイタリア王国（1861年成立のイタリア王国とは無関係）、ナポリ王国（シアン色）の名も見えるが、支配者はナポレオンの兄ジョゼフ・ボナパルトを引き継いだナポレオンの義弟ジョアシャン・ミュラであった（1815年まで在位）

1806年の征服以後1815年まで、ナポリ王国は「ナポレオン帝国」の衛星国となった (Kingdom of Naples (Napoleonic)) 。この時代の王の称号も公称は「両シチリア王」であるが、シチリア島はブルボン家の支配が続き、ナポレオン帝国の支配が及んだのはイタリア半島南部のみであった。
ナポレオンは当初兄のジョゼフ・ボナパルトをナポリ王に据えた（ジュゼッペ1世）が、1808年にスペイン王に転じた。
代わってナポレオンの義弟にあたるジョアシャン・ミュラがナポリ王ジョアッキーノ1世となった。ミュラ（イタリア語ではムラト）の王国はムラッティアーナ Murattiana （「ミュラ王朝」というほどの意味）とも言われる）。
フランスによる支配の下で、ナポリ王国では封建制度の廃止が宣言され、近代化が促進された。

ボナパルト朝ナポリ王国の旗。ロマーニ共和国の国旗をモチーフにしたもの。
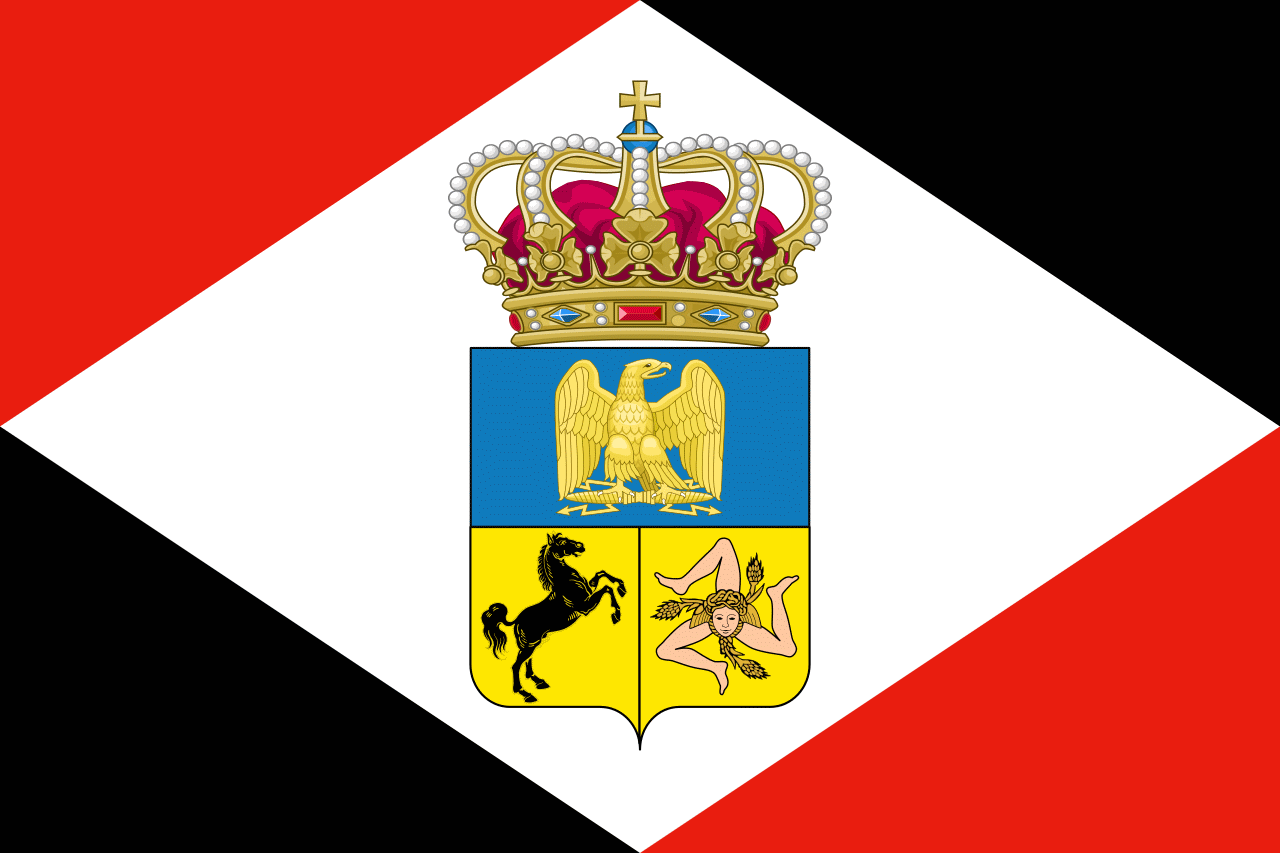
国旗は数年後に変更された。前の国旗を基調としたデザインに、南イタリア領を表す黒馬とシチリア島を表すトリスケル（トリナクリア）が中央に描かれている。

#### ブルボン家の復帰と両シチリア王国への移行
ナポレオンの失脚後のウィーン会議によって、1815年にブルボン家が復帰した。
翌1816年にナポリとシチリアの両王国は正式に統合され、両国の王であったフェルディナンドが「両シチリア王フェルディナンド1世」として即位した。以後、両シチリア王国がイタリア統一戦争まで続くことになった。